# Mont-Saint-Martin (Aisne)
Mont-Saint-Martin és un municipi francès situat al departament de l'Aisne i a la regió dels Alts de França. L'any 2007 tenia 61 habitants.

## Demografia

### Població
El 2007 la població de fet de Mont-Saint-Martin era de 61 persones. Hi havia 18 famílies de les quals 6 eren parelles sense fills, 9 parelles amb fills i 3 famílies monoparentals amb fills.
La població ha evolucionat segons el següent gràfic:
Habitants censats

### Habitatges
El 2007 hi havia 22 habitatges, 19 eren l'habitatge principal de la família, 1 era una segona residència i 3 estaven desocupats. Tots els 22 habitatges eren cases. Dels 19 habitatges principals, 17 estaven ocupats pels seus propietaris i 2 estaven llogats i ocupats pels llogaters; 2 tenien tres cambres, 2 en tenien quatre i 14 en tenien cinc o més. 14 habitatges disposaven pel capbaix d'una plaça de pàrquing. A 7 habitatges hi havia un automòbil i a 12 n'hi havia dos o més.

### Piràmide de població
La piràmide de població per edats i sexe el 2009 era:
| Homes | Edats   | Dones |
| ----- | ------- | ----- |
| 0     | 95 o +  | 0     |
| 0     | 90 a 94 | 0     |
| 0     | 85 a 89 | 0     |
| 0     | 80 a 84 | 0     |
| 0     | 75 a 79 | 0     |
| 0     | 70 a 74 | 0     |
| 4     | 65 a 69 | 0     |
| 0     | 60 a 64 | 4     |
| 0     | 55 a 59 | 0     |
| 0     | 50 a 54 | 0     |
| 0     | 45 a 49 | 0     |
| 4     | 40 a 44 | 0     |
| 0     | 35 a 39 | 8     |
| 0     | 30 a 34 | 0     |
| 0     | 25 a 29 | 0     |
| 4     | 20 a 24 | 0     |
| 0     | 15 a 19 | 0     |
| 0     | 10 a 14 | 0     |
| 8     | 5 a 9   | 4     |
| 0     | 0 a 4   | 0     |

## Economia
El 2007 la població en edat de treballar era de 36 persones, 26 eren actives i 10 eren inactives. De les 26 persones actives 26 estaven ocupades (14 homes i 12 dones) i 1 aturada (1 home). De les 10 persones inactives 5 estaven jubilades, 3 estaven estudiant i 2 estaven classificades com a «altres inactius».
Activitats econòmiques
Dels 2 establiments que hi havia el 2007, 1 era d'una empresa immobiliària i 1 d'una empresa de serveis.
L'únic servei als particulars que hi havia el 2009 era una agència immobiliària.

## Poblacions més properes
El següent diagrama mostra les poblacions més properes.